# Snøvsen
 For alternative betydninger, se Snøvsen (flertydig). (Se også artikler, som begynder med Snøvsen)
Snøvsen er  titelperson i Benny Andersens børnebøger om Snøvsen og Eigil og katten i sækken (med fortsatte historier i tre andre bind). Her mener drengen Eigil at det er synd at alle går fra snøvsen, for så er den jo helt alene. Han finder Snøvsen – en lille fyr med en stor næse og kun et ben og en tå. Snøvsen-bøgerne blev til i samarbejde mellem Benny Andersen og hans første kone Signe Plesner Andersen som har tegnet figuren og illustreret bøgerne. 
Foran Stadsbiblioteket i Lyngby kan ses en bronzeskulptur, som forestiller Snøvsen. Den er skabt i 2021 af billedhugger Stine Ring Hansen, Raadvad Bronzeværksted. To serier mindre udgaver af figuren blev solgt til fordel for skabelsen af en bronzebuste af Benny Andersen, opstillet i 2021 ved Portnerboligen ved Sophienholm, Kongens Lyngby.

## Bøger
- Snøvsen og Eigil og katten i sækken (1967)
- Snøvsen på sommerferie (1970)
- Snøvsen og Snøvsine (1972)
- Snøvsen hopper hjemmefra (1984)

## Film
Der er lavet to danske film om Snøvsen og Eigils eventyr:
- Snøvsen (1992)
- Snøvsen ta'r springet (1994)